# Чугач (горы)
Чугач (англ. Chugach Mountains) — горный массив в штате Аляска.
Геологически хребет относится к Тихоокеанским Кордильерам, расположен на юге Аляски к востоку от полуострова Кенай до западной части гор Святого Ильи. Чугач ограничен долинами рек Матануска и Коппер. На вершинах — ледники площадью 21,6 тыс. км², крупнейшие — Беринга (5800 км²), Колумбия (1370 км²), Матануска. Некоторые ледники южных склонов обваливаются во фьорды залива Аляска.
Высшая точка — гора Маркус-Бейкер (4016 м).
До высоты 600 м склоны покрыты хвойным лесами, выше — альпийские луга. В горах — множество озёр и речек.
Южнее Чугачского хребта расположен Анкоридж, крупнейший город Аляски. На части территории массива образован парк штата Чугач. Ежегодно горы Чугач посещает множество туристов: альпинистов, лыжников и любителей экстремального туризма.
На горе Гордон Лион на высоте примерно 1200 метров расположена световая инсталляция – пятиконечная звезда диаметром около 91 метра, составленная примерно из 350 светящихся сфер. Она обращена в сторону Анкориджа и включается ночью в период с Дня благодарения по Рождество, а также 11 сентября. Обслуживанием звезды занимается военная база Эльмендорф – Ричардсон.
| №  | Название      | Высота                | Географические координаты        |
| -- | ------------- | --------------------- | -------------------------------- |
| 1  | Маркус-Бейкер | 13 176 футов (4016 м) | 61°26′16″ с. ш. 147°45′02″ з. д. |
| 2  | Тор           | 12 251 фут (3734 м)   | 61°29′10″ с. ш. 147°08′50″ з. д. |
| 3  | Вальгалла     | 12 135 футов (3699 м) | 61°27′36″ с. ш. 147°04′45″ з. д. |
| 4  | Уизерспун     | 11 745 футов (3580 м) | 61°23′43″ с. ш. 147°12′05″ з. д. |
| 5  | Эйнштейн      | 11 401 фут (3475 м)   | 61°21′26″ с. ш. 147°05′47″ з. д. |
| 6  | Том Уайт      | 11 155 футов (3400 м) | 60°39′09″ с. ш. 143°41′44″ з. д. |
| 7  | Айсинг-Пик    | 10 955 футов (3339 м) | 61°32′10″ с. ш. 147°42′17″ з. д. |
| 8  | Грейс         | 10 540 футов (3213 м) | 61°19′06″ с. ш. 147°53′14″ з. д. |
| 9  | Гуд           | 10 384 фута (3165 м)  | 61°19′38″ с. ш. 147°59′02″ з. д. |
| 10 | Стеллер       | 10 082 фута (3073 м)  | 60°31′07″ с. ш. 143°05′59″ з. д. |
| 11 | Ганнетт       | 9629 футов (2935 м)   | 61°14′32″ с. ш. 148°11′36″ з. д. |
| 12 | Гилберт       | 9101 фут (2774 м)     | 61°10′20″ с. ш. 148°16′15″ з. д. |

Другие горные вершины:
- Майклсон (гора, Чугач)[англ.]8504 фута (2592 м) [19]
- Башфул-Пик[англ.] 8005 футов (2440 м)
- Билли Митчелл[англ.] 6968 футов (2124 м)[20]
- Палмер (гора, Аляска)[англ.] 6703 фута (2043 м)[21]
- Игл-Пик[англ.] 6909 футов (2106 м) [22]
- Полар-Бэр-Пик[англ.] 5656 футов (1724 м)[23]
- Уилливо[англ.] 5445 футов (1660 м)[24]
- Зе-Рэмп[англ.] 5240 футов (1597 м)[25]
- Норт-Сьюсайд-Пик[англ.] 5065 футов (1544 м)
- Тармиган-Пик[англ.] 4839 футов (1475 м)[26]
- Байрон-Пик[англ.] 4590 футов (1399 м)
- Флэттоп Маунтин[англ.] 3245 футов (989 м)[27]
- Болд-Пик[англ.] 7522 фута (2293 м)